# Tabernacle of the Testimony
Tabernacle of the Testimony (koreanska: 장막성전) var en apokalyptisk sydkoreansk sekt grundad 1966 av pastor Jaeyeol You och andra avhoppare från Jondogwanrörelsen. 
Gruppen höll till på Cheonggyesanberget i Gwacheon, Gyeonggi där man byggt en kyrka och en lyxbostad åt ledaren You. Där inväntade de världens undergång som You förutspått skulle infalla 1969. I september samma år fängslades You för bedrägeri.
I polisförhör uppgav sektmedlemmar att han också haft sexuella relationer med flera kvinnliga medlemmar.
En av medlemmarna, Man-Hee Lee kom senare att bilda sin egen religiösa rörelse, Ny himmel och ny jord.